# Juglans sigillata
Juglans sigillata, cunoscut sub numele de nuc de fier, este o specie de nuc. Copacul a fost cultivat pentru fructele sale comestibile. Aceste fructe au coajă. Nucile sunt de formă ovală, cu umflături și creste. Copacul este, de asemenea, utilizat pentru lemnul său. Este frecvent întâlnit în China în provincia Yunnan, dar poate fi găsit, de asemenea, și în provinciile Guizhou, Sichuan și Xizang. Este, uneori, cultivat în grădini și parcuri ca plantă ornamentală.